# Noč umorjenih pesnikov
Noč umorjenih pesnikov se nanaša na dogodek, ki se je zgodil 12. avgusta 1952, ko je bilo usmrčenih trinajstih sovjetskih Judov v zaporu Lubjanka v Moskvi. Aretacije so bile prvič izvedene septembra 1948 in junija 1949. Vsi obtoženci so bili lažno obtoženi vohunjenja in veleizdaje ter številnih drugih zločinov. Po aretacijah so jih tri leta mučili, pretepali in izolirali, preden so jih uradno obtožili. Med temi obtoženci je bilo pet jidiških pesnikov, vsi pa so bili del judovskega protifašističnega odbora.  